# Parodon
Parodon es un género de peces de agua dulce de la familia Parodontidae y del orden de los Characiformes. Habitan en el norte y centro de Sudamérica, llegando por el sur hasta el centro-este de la Argentina. Son peces empleados en el acuarismo, al ser en general pequeños, rondando los 15 cm de longitud total, en las especies mayores.

## Taxonomía
Este género fue descrito originalmente en el año 1850 por el zoólogo francés Achille Valenciennes.  
Especies
El género se subdivide en 14 especies:
- Parodon alfonsoi Londoño-Burbano, Román-Valencia & Taphorn, 2011[2]
- Parodon apolinari G. S. Myers, 1930
- Parodon atratoensis Londoño-Burbano, Román-Valencia & Taphorn, 2011[2]
- Parodon bifasciatus C. H. Eigenmann, 1912
- Parodon buckleyi Boulenger, 1887
- Parodon caliensis Boulenger, 1895
- Parodon carrikeri Fowler, 1940
- Parodon guyanensis Géry, 1959
- Parodon hilarii J. T. Reinhardt, 1867
- Parodon magdalenensis Londoño-Burbano, Román-Valencia & Taphorn, 2011[2]
- Parodon moreirai Ingenito & Buckup, 2005
- Parodon nasus Kner, 1859
- Parodon pongoensis (W. R. Allen, 1942)
- Parodon suborbitalis Valenciennes, 1850